# کاچوتا
کاچوتا (به مجاری:  Kacsóta) یک منطقهٔ مسکونی در مجارستان است که در ناحیه سنت‌لورینتس واقع شده‌است.